# العودة إلى البرية (ووريورز)
العودة إلى البرية (Into the wild) هي أول رواية للشباب من سلسلة "حرب العشائر" لإيرين هانتر وتتركز القصة حول إدماج "روستي"، قط منزلي، في أحد عشائر القطط الضالة التي تُسمى "عشيرة الرعد". "روستي" الذي اُعيد تسميته "Nuage de feu" " سحابة من النار" "، يجب عليه أن يتعلم البقاء في الغابة ومحاربة العشائر الأخرى. يرجع التفكير ب"عالم حرب العشائر" إلى " فيكتوريا هولمز " هي التي طورت الأساطير والقواعد للقطط الضالة التي تعيش في الغابات. أما عن كتابة الرواية فهي ترجع إلى "كيت كاري وفيكتوريا هولمز" وقرر الثنائي الاختفاء تحت الاسم المستعار "إيرين هانتر". تم نَشر النسخة الأولى من الكتاب في كندا في يناير 2003 ثم نُشر في الولايات المتحدة وبريطانيا. بعد ذلك تتابعت ترجمة الكتاب في دول عديدة منها فرنسا ونُشر الكتاب مُترجم إلي الفرنسية في مارس 2007 على يد " سيسيل بورنير".العودة للبرية يحتوي على العديد من المواضيع مثل الأسرة والشجاعة وحب البقاء. وقد حصل الكتاب على ردود فعل إيجابية من الصحافة المُتخصصة في كُتب للشباب.

## ملخص الرواية

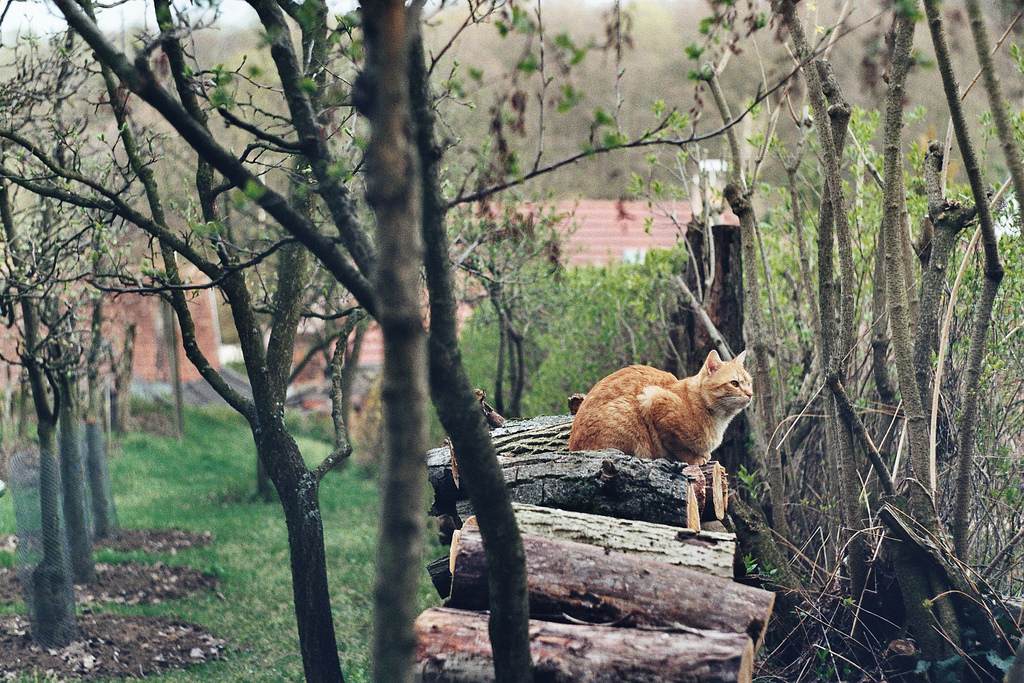
يوصَف "روستي" بأنه قط أحمر يحلم بحياة البرية

تبدأ الرواية بمعركة بين عشيرتين «عشيرة تونير_عشيرة الرعد» وعشيرة «ريفيير_عشيرة النهر». يتفوق أعداد «عشيرة تونير_الرعد» على أعداد مُنافِسَتِها الأُخرى فيأمُرَهُم، قائد «عشيرة تونير» بالانسحاب. ويَرصُد لهم إشارة خفية تحت شكل نبوءة قديمة من أسلافهم ويقول لقائدهم:«وحدها النار هي من تستطيع إنقاذ عشيرتك».
«روستي» هو قط منزلي دائماً ما يحلم بحياة البرية، الاصطياد والنوم تحت النجوم. قرر في ليلة أن يذهب لإستكشاف الغابة المُحيطة بمنزله وما أن دخل الغابة، حتى التقى بزعيم «عشيرة تونير_الرعد» (إتوال بلو_النجم الأزرق). عرض «إتوال» على «روستي» الانضمام إلى العشيرة لكن «روستي» لم يوافق على الاقتراح إلا بعد دخوله في معركة مع أحد أعضاء العشيرة، وتم تسميته بعد ذلك «نوياج دو فو_سحابة النار» وإنضم إليهم كمُتدرب. لم يتقبل باقي أفراد العشيرة انضمام «سحابة النار» إليهم لأن جيناته هي جينات قطط منزلية، لكنه جعل له مكانة بينهم تدريجياً بإثبات شجاعته وولائه «لعشيرة الرعد».
لا يوجد عداء حقيقي بين القطط في الغابة ولكنهم يتعاركون من حين لأخر للحصول على أراضي للصيد جديدة أو لطرد المُحاربين الأعداء من الأراضي التي ليست مِلكهُم. تتقاسم ثلاثة عشائر أُخرى الأراضي مع «عشيرة الرعد» وهم «عشيرة النهر_ريفيير» و«عشيرة الرياح_لو فو» و«عشيرة الظِل_ لومبر».
سُرعان ما أصبح «سحابة النار» صديق لكلأ من «السحابة الرمادية» و«السحابة النفاثة»، مُتدربين آخرين، ووقع في حب «ورقة صغيرة_بوتي فويّ» مُداويةَ «عشيرة الرعد». خلال فترة تدريبه، تَعَلم «سحابة النار» كيفية الاصطياد وخوض قتال والبقاء على قيد الحياة وفِهم تقاليد العشائر. أصبح «سحابة من نار» صديق «التمساحة الصفراء» وهي قِطة تعمل بالمُداواة نُفيت من «عشيرة الظل» وإنضمت إلى عشيرة «الرعد»، تولى «سحابة النار» الاعتناء بها. هدد «النجم المكسور»، زعيم «عشيرة الظل»، الغابة بسَرقَتهِ لقِطط من العَشائر الأُخرى مما لا يتوافق مع قانون المُحارب، تدخَل «سحابة النار» مُثبتاً شجاعته وطرد «النجم المكسور» من الغابة. بعد ذلك، حَصَل على لقب مُحارب وتم تسميته:«قلب النار».

## تاريخ الكتاب

### الفكرة

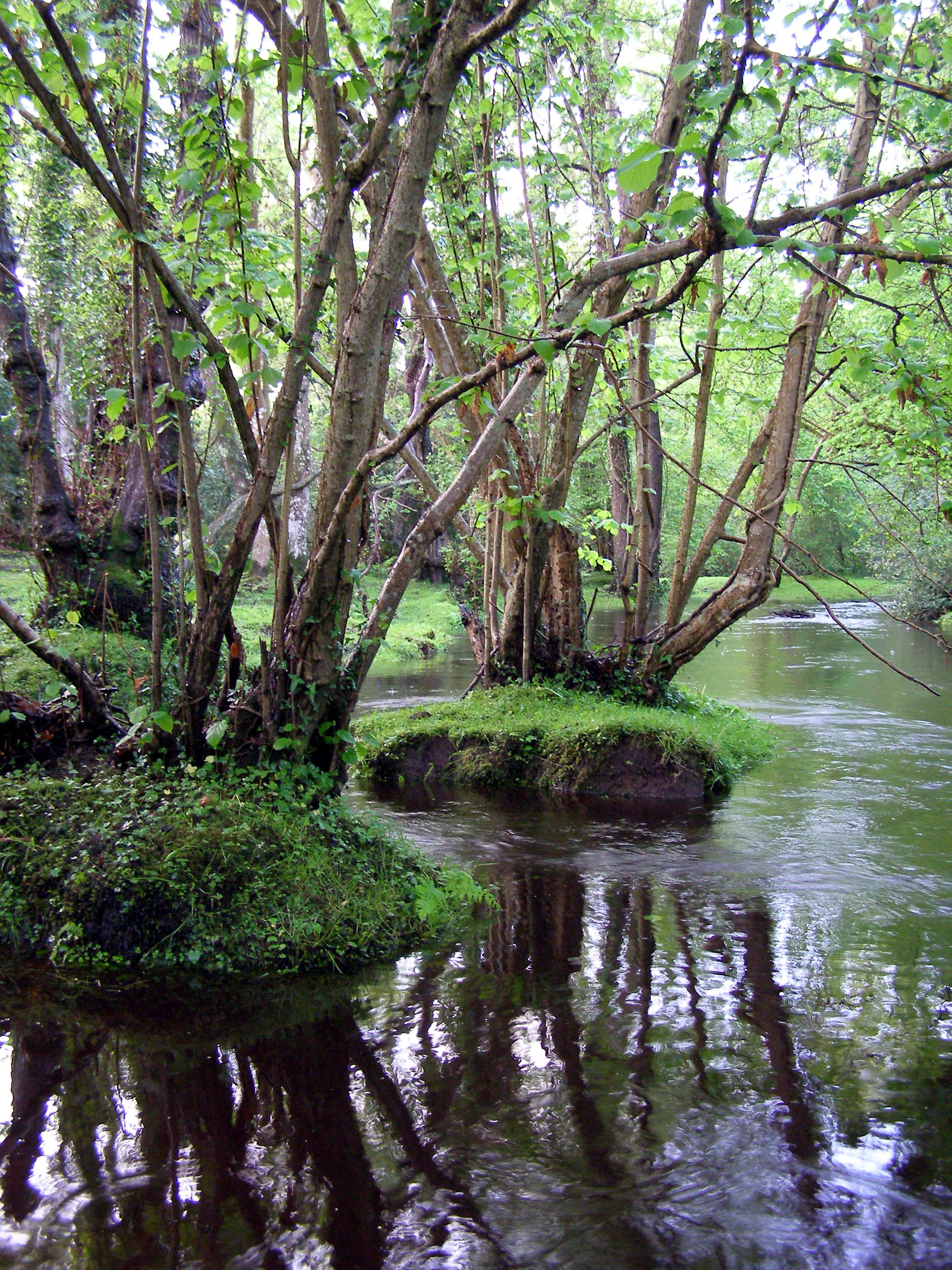
الغابة الخيالية المستوحاة من حديقة نيو فورست وأجزاء أخرى من إنجلترا واسكتلندا

في عام 2003، طلب «هاربر كولينز» من «فيكتوريا هولمز» كتابة مجموعة من الكُتب الخيالية حول موضوع القِطط الضالة، ولكنها لم تتحمس جداً لهذه الفكرة لأنها لم تكن تحب القِطط، أو قصص الخيال و«لا يمكنها تصور أن يكون لديها أفكار كافية». ومع ذلك، فإنها عملت على هذه الفكرة، مع إثراء القصة بالحروب والسياسة والانتقام والحب المستحيل والصراعات الدينية. ففكرت في خلق عشائر من القطط الضالة من أجل الجمع بين الاستقلال والحرية للحيوانات البرية لتُسهل على القارئ تحديد الحيوانات الأليفة المُفضلة لديه. الفكرة الأصلية للكتاب كانت لكتابة رواية واحدة، ومع ذلك، طورت«فيكتوريا هولمز» ما يكفي من المواد لكتابة عِدة كتُب، وقرر الناشر إنشاء سلسلة من ستة مجلدات.

تم كتابة المجلد الأول من رواية «العودة إلى البرية» في خلال ثلاثة أشهر من قبل «كيت كاري» ونُشر الكتاب تحت الاسم المستعار «إلين هانتر»؛ وإنضمت إليها «فيكتوريا هولمز» التي ضمنت إستمرارية الرواية وقامت بإدخال الشخصيات وتقاليد العشائر. كان من السهل على «فيكتوريا» تأليف رواية عن القطط بسبب حبها للقطط المنزلية وحبها لشخصياتِهم المختلفة.

إستُوحت الغابة الخيالية في الرواية من حديقة نيو فوريست الأخشاب حول بحيرة لوموند وغابة دين والمرتفعات. تأثرت«كيت كاري» بالقصص الخيالية ل«إنيد بليتون» و«للوسي مود مونتغمري» وببطلة الكاتبة «كارولين كوين» (أليس روي).

### النشر
نُشر كتاب «العودة الي البرية» لأول مرة بغلاف صلب من قِبل «هاربر كولين» في كندا في 23 يناير 2003. صُدر الكتاب في الولايات المتحدة في 21 يناير2003 وفي المملكة المتحدة في فبراير 2003., صُدر منه كتاب للجيب في الولايات المتحدة في 6 يناير2004 وظهر منه إصدار آخر في 4 سبتمبر 2007 على شكل كتاب إلكتروني وأمازون كيندل. يوجد على شبكة الإنترنت على الموقع الإلكتروني لهاربر كولينز ثلاث أجزاء من الرواية.

تمت ترجمت الرواية إلى لغات عديدة منها الغة لتوانية واللغة التشيكية واليابانية والروسية  و الألمانية[ ؟ ]  والكورية. وصدر منها إصدار باللغة الصينية  في 31 أكتوبر 2008 مع كارت 3D (ثلاثي الأبعاد) يُمثل سحابة النار. تُرجم الإصدار الفرنسي من قبل «سيسيل بورنين» ونُشر في 17 مارس 2005 من دار النشر "pocket" ثم اُعيد نشره ككتاب للجيب في 15 مارس 2007.

## المواضيع
تتناول الرواية عِدة مواضيع كالحياة الأسرية، والفقدان، والشرف، والموت والشجاعة واحترام القاوانين. نشرت مجلة Publishers Weekly ، إن الحياة الأسرية والصداقة والإحساس بالمسؤلية يمثلون جزءً هاماً من شخصية المُحارب، وهذه هي القواعد التي يجب أن تتبعها العشائر. وأضافت مجلة Books For Youth  أن الموت وحب البقاء والشجاعة هي المواضيع الرئيسية في هذه القصة.و من بينهم أيضاً، هناك خيبة الأمل والخيانة والمسؤولية والتحيز.

## إستقبال النقد
لقت رواية "العودة للبرية" انتقادات إيجابية. عقبت المجلة الأدبية "Booklist" على الرواية قائلة إنها تعطي إحساساً للقارئ بأن الشخصيات حقيقية بما أن أنواع القطط مُستمَدة من الواقع، مما يجبر المعجبين بالرواية على الإعجاب برواية Ratha's Creature لكلير بيل ورواية Rougemuraille ل"براين جاك". أما بالنسبة لمجلة " Publishers Weekly" وجدت أن الكتاب سيثير إعجاب الشباب لأنه يرد على تساؤلاتهم حول أحلام العظمة التي قد تُطارد القطط. وفقاً لتقيمات مجلة "Kirkus Reviews" فإن الرواية تثير عصبية القارئ. على الرغم من أن مجلة "School Library Journal"" ترى أن الرواية ليست كما هي مكتوبة في سلسلة Rougemuraille ، وأضافت أن الرواية تقدم "عالم رائعة مع بنية مُعقدة. ".أما، في الحقيقة، مجلة "Children's Literature" وجدت أن الكتابة مملة.
حازت رواية «العودة إلى البرية» عل المركز الثالث في جائزة اختيار القارئ الصغير عام 2006. وصُنفَت الرواية ضِمن أحسن عشرة روايات فانتازيا للشباب في مجلة Booklist عام 2003.

### ملحوظة
- هذه المقالة مترجمة بالكامل من ويكيبديا الفرنسية.

## مقالات ذات صلة
- إيرين هانتر
- فانتازيا (سلسلة)
- فانتازيا (فيلم)
- لوسي مود مونتغمري
- حديقة نيو فوريست
- أدب فانتازي
- قصص[ ؟ ]
- خيال[ ؟ ]

## وصلات خارجية
- الموقع الرسمي لناشر رواية حرب العشائر
- الموقع الرسمي لرواية حرب العشائر